# 奇石窑址
奇石窑址，位于中国广东省佛山市南海区小塘镇，为一处唐代至宋代的古遗址。1994年7月5日，列入南海市文物保护单位；2006年，列入佛山市第四批文物保护单位。